# Bitstream Cyberbit

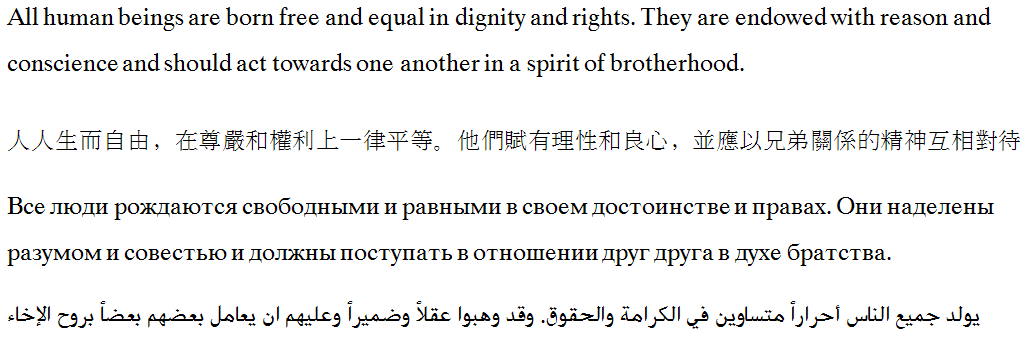
Échantillons de texte rendus en Cyberbit.

Le caractère chinois 齉 (nàng) en Cyberbit.

La lettre grecque Ω (Omega) en Cyberbit

Bitstream Cyberbit est une police de caractères Unicode commerciale conçue par Bitstream Inc. Elle est d'utilisation libre pour un usage non commercial. Historiquement, ce fut l'une des premières polices de caractères qui couvraient une proportion importante du jeu de caractères Unicode.
TITUS Cyberbit Basic est une police dérivée de Bitstream Cyberbit. Conçue par Bitstream Inc. et le projet TITUS pour Unicode 4.0, elle peut être téléchargée du projet TITUS.